# Nachal Tila
Nachal Tila (hebrejsky נחל תלה) je vádí v jižním Izraeli, v severní části Negevské pouště, nedaleko od pomezí Negevu a jihozápadní části Judských hor (Hebronské hory).
Začíná v nadmořské výšce přes 400 metrů západně od vesnice Lahav, na západních svazích hory Har Lehavim, kterou pokrývá uměle vysazený lesní komplex Ja'ar Lahav. Směřuje pak k západu kopcovitou bezlesou krajinou polopouštního charakteru. Ze severu míjí město Lehavim a východně od železniční trati Tel Aviv-Beerševa a tělesa dálnice číslo 40 ústí zprava do vádí Nachal Grar.